# Rubiera
Rubiera (Rubēra in dialetto reggiano e modenese) è un comune italiano di 14 610 abitanti della provincia di Reggio Emilia in Emilia-Romagna.

## Geografia fisica
Situata nella pianura Padana, Rubiera sorge sulla sponda sinistra della confluenza del torrente Tresinaro nel fiume Secchia, a 12 km a sud-est di Reggio Emilia, presso il confine con la provincia di Modena. 
Il comune confina a nord con San Martino in Rio, ad est con Modena, a sud con Casalgrande e ad ovest con Reggio Emilia. Il territorio comunale, oltre che dal capoluogo, è formato dalle frazioni di Fontana, San Faustino e Sant'Agata, per un totale di 25,31 chilometri quadrati.

## Storia

### Le origini
L'originario nome di Rubiera è Corte de Herberia, e potrebbe derivare dal celtico her-beria («in mezzo alla pianura»), mentre al Museo lapidario di Modena si conserva una lapide del 259, che racconta della costruzione di un ponte in pietra sul Secchia da parte degli imperatori romani Gallieno e Valeriano, dopo che quello precedente realizzato in legno era andato distrutto da un incendio.
La presenza etrusca è stata confermata anche dal ritrovamento, nel 1983, di due rari  cippi funerari, ora conservati nei Musei Civici di Reggio Emilia.
In epoca romana da Rubiera passava la via Emilia, che collegava Ariminum  (Rimini) con Placentia (Piacenza) per poi continuare, grazie a un prolungamento successivo, fino a Mediolanum (Milano).
Fonti storiche risalenti al 915 indicavano i territori come feudo dei Supponidi, per poi passare agli Obertenghi. Nell'alto Medioevo il centro perde importanza a favore della campagna circostante, e proprio in questa occasione che prendono le mosse gli insediamenti abitativi prima sconosciuti intorno alla pieve dei Santi Faustino e Giovita, che risale al 980.

### La fondazione
Tra il 1190 ed il 1200 il Comune di Reggio, al pari di Bologna ed altri liberi comuni, costruì, per meglio proteggere il confine con Modena, il nuovo borgo di Rubiera. Per tale scopo vengono eretti una cinta di mura e un castello, arrivato, seppur modificato, fino ai giorni nostri. A popolare il borgo vengono mandati contadini locali e cittadini reggiani, dal momento che per i nuovi abitanti vi era la promessa che nessuna imposta sarebbe stata chiesta loro. Ancora oggi è possibile osservare l'antico piano regolatore; il centro del paese, disposto lungo la via Emilia, è infatti costituito da isolati rettangolari disposti a pettine ai lati della strada centrale. Per la costruzione della rocca, avvenuta nel 1201, vennero impiegati i soldati modenesi, compreso il loro podestà Alberto da Lendinara, catturati dopo la vittoria reggiana nella battaglia di Formigine. Desiderosi di vendicare la sconfitta e l'umiliazione subita i modenesi, nel giugno dell'anno seguente, coadiuvati dai veronesi e dai ferraresi cinsero d'assedio Rubiera. Gli assedianti resistettero a lungo ed alla fine ebbero la meglio e Modena stipulò un accordo di pace con Reggio. È da ricordare che a Rubiera, nel maggio 1409, fu ucciso in un agguato da Muzio Attendolo Sforza l'ultimo signore di Reggio, Ottobuono de' Terzi.

### L'età moderna

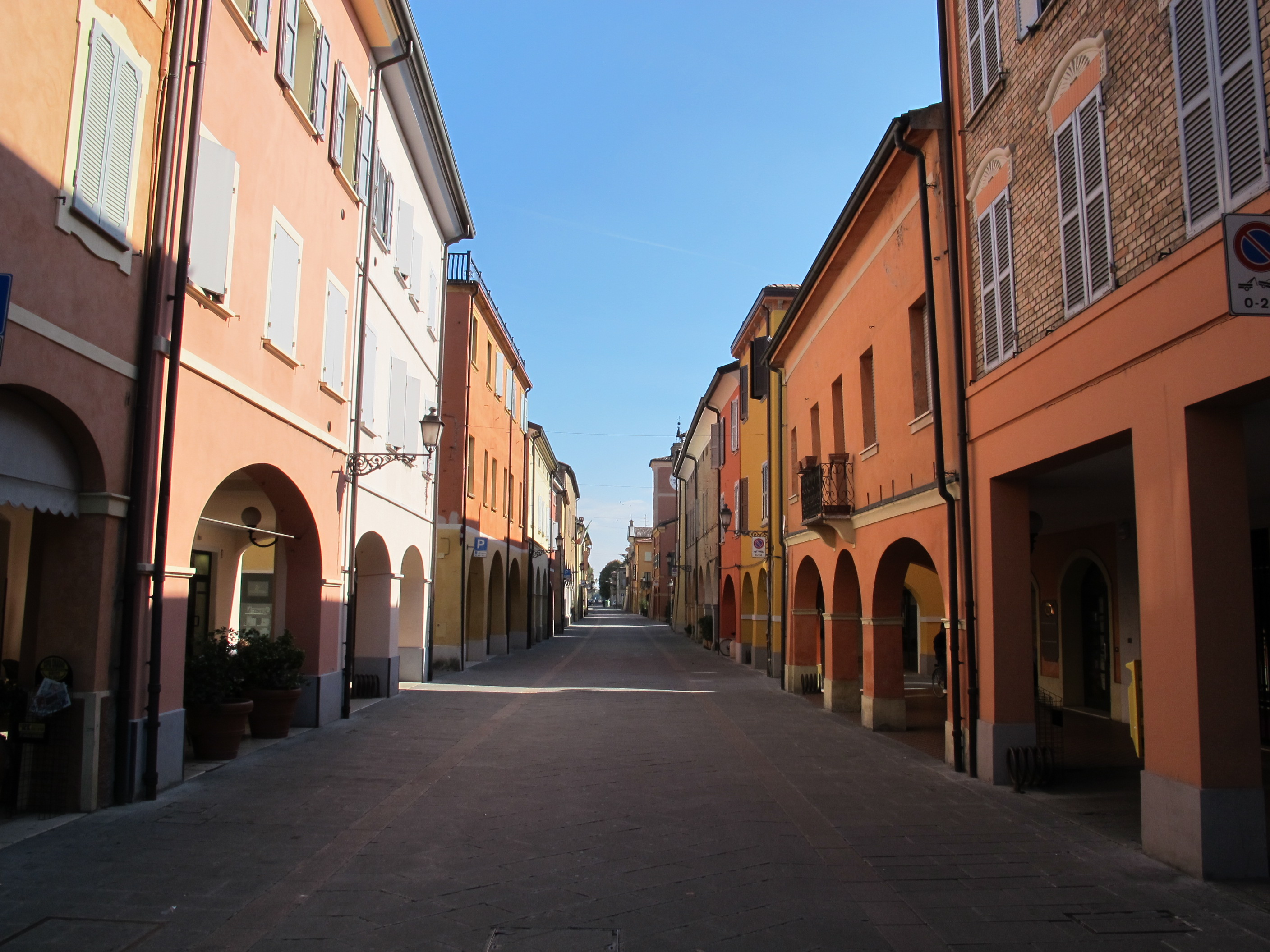
Via Emilia a Rubiera

Per circa due secoli Rubiera fu feudo dei Boiardi, discendenti dei Bianchi di Lunigiana; nel 1423 gli Este scambiarono questo feudo con Scandiano. Dal 1512 al 1523 Rubiera fu conquistata dai pontifici che la infeudarono ai Pio di Carpi: al ritorno degli Este, la troviamo feudo della famiglia Sacrati originaria di Fusignano e alleata fedele del duca; la rocca fu rafforzata e circondata da un profondo fossato che prendeva acqua dal Tresinaro. Venne poi adibita a prigione per i reati più gravi, e fu a Rubiera (dipendente allora da Modena) che si riunì il Tribunale Statario che emise ed eseguì, il 16 ottobre 1822, la condanna a morte del cospiratore carbonaro don Giuseppe Andreoli.

### L'Unità d'Italia
Nel luglio 1859, a seconda guerra d'indipendenza italiana appena conclusa, venne aperta al traffico la ferrovia Piacenza-Bologna e con essa la stazione di Rubiera. Raggiunta l'unità d'Italia, vengono abbattute le mura che cingevano il borgo, mentre il Forte nel 1873 passa dallo Stato ai privati rinunciando al suo ruolo di prigione. A quei tempi i rubieresi lo chiamavano Sasso perché appunto diroccato e in abbandono; nel 1922, allo scopo di raddrizzare il tracciato della via Emilia, venne demolita la parte centrale mentre il resto fu adibito ad abitazioni. Nella primavera del 1921 fecero la loro comparsa a Rubiera le squadracce fasciste che in poche settimane si resero protagoniste di una serie di violenze come bastonature, aggressioni, la devastazione della cooperativa che spinsero l'amministrazione socialista a presentare le dimissioni nell'aprile 1921. Il 5 maggio successivo due militanti comunisti originari della vicina Marzaglia, Armando Morselli e Andrea Nino Neviani, quest'ultimo di soli diciassette anni, vennero assassinati nelle strade del paese da alcuni squadristi fascisti. 
Durante la seconda guerra mondiale Rubiera fu ripetutamente bombardata a causa della vicinanza con i ponti stradali e ferroviari sul fiume Secchia. Nel secondo dopoguerra l'economia rubierese iniziò a trasformarsi da prettamente agricola ad industriale con la costruzione, a partire dagli anni sessanta di numerose fabbriche. Particolare sviluppo ha avuto il settore delle ceramiche, che ha fatto di Rubiera il vertice nord-occidentale del distretto ceramico posto a cavallo tra le province di Reggio Emilia e Modena.
La storia più recente di Rubiera coincide con l'impulso che tutto il comprensorio industriale della zona ha avuto. Il territorio comunale pianeggiante ha consentito la diffusione sia di coltivazioni agricole sia di attività industriali di vario tipo. Il recupero recente di numerosi palazzi storici del centro ha fatto tornare in possesso dei rubieresi i luoghi di maggior prestigio e storia cittadina.

## Monumenti e luoghi d'interesse

### Architetture religiose
- Pieve dei Santi Faustino e Giovita, una delle più antiche della diocesi, citata in un documento del vescovo di Reggio Emilia nell'anno 945 e più esplicitamente menzionata nel 980.
- Chiesa dei Santi Donnino e Biagio, parrocchiale del paese.

### Architetture civili
- Palazzo Sacrati è una dimora rinascimentale rimaneggiata nel XV secolo e oggi del municipio.
- Complesso monumentale dell'Ospitale risale al XVI secolo ed era un luogo di sosta per i viaggiatori che si muovevano lungo la via Emilia. Il restauro del Comune del complesso dell'Ospitale è terminato nel 2000 e da allora la corte è sede del centro di produzione teatrale di interesse nazionale La Corte Ospitale. L'Ospitale è anche membro dell'ACCR.[6]
- Villa Rainusso

### Architetture militari
- Forte di Rubiera

## Società

### Evoluzione demografica

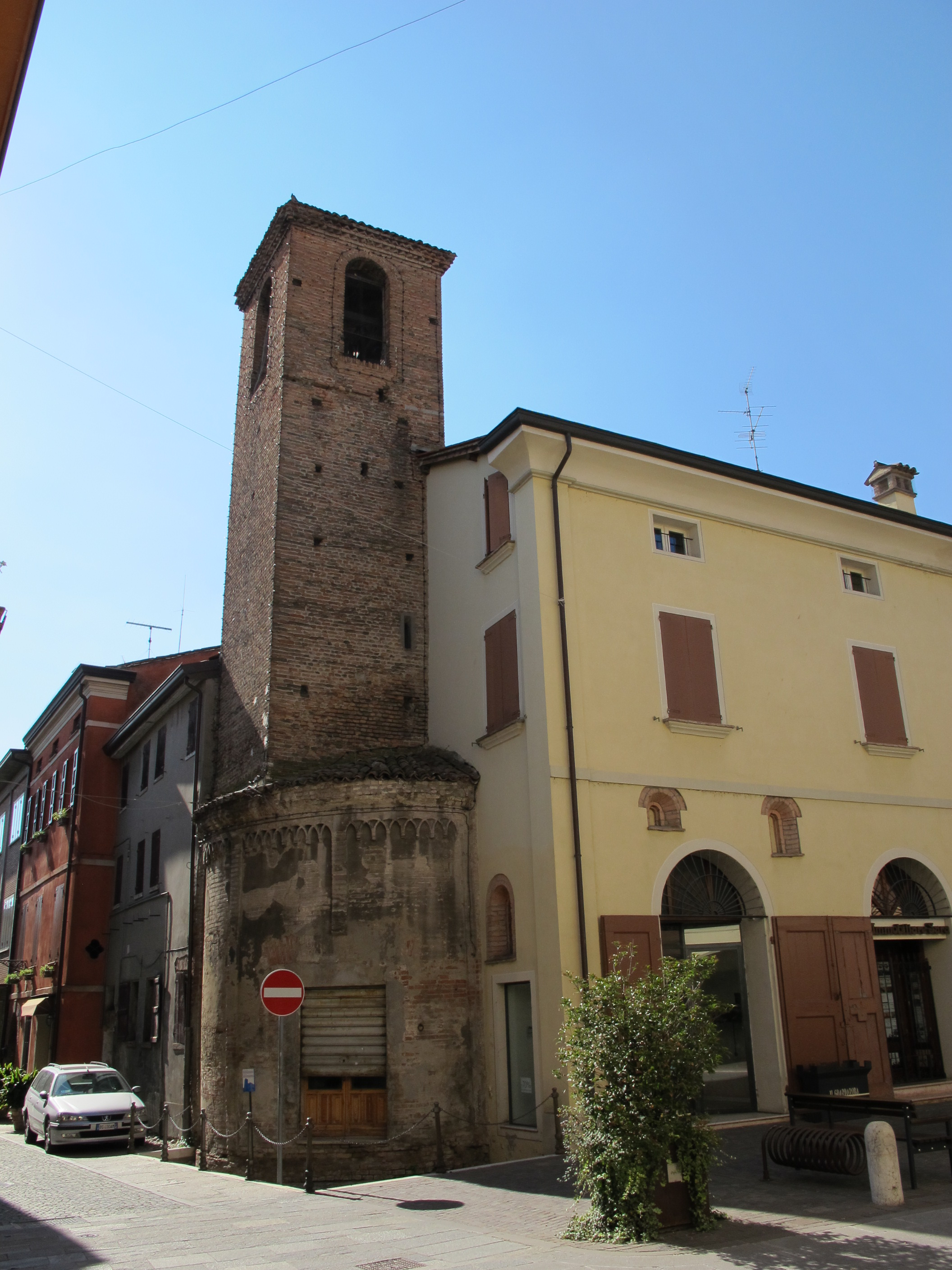
Resti della vecchia parrocchiale

Abitanti censiti

### Etnie e minoranze straniere
Al 1º gennaio 2021 gli stranieri residenti nel comune sono 1 613, pari al 10,8% della popolazione. Le nazionalità più numerose sono:
- Romania: 297
- Albania: 216
- Marocco: 146
- Cina: 134
- India: 116
- Ghana: 106
- Moldavia: 103

## Cultura

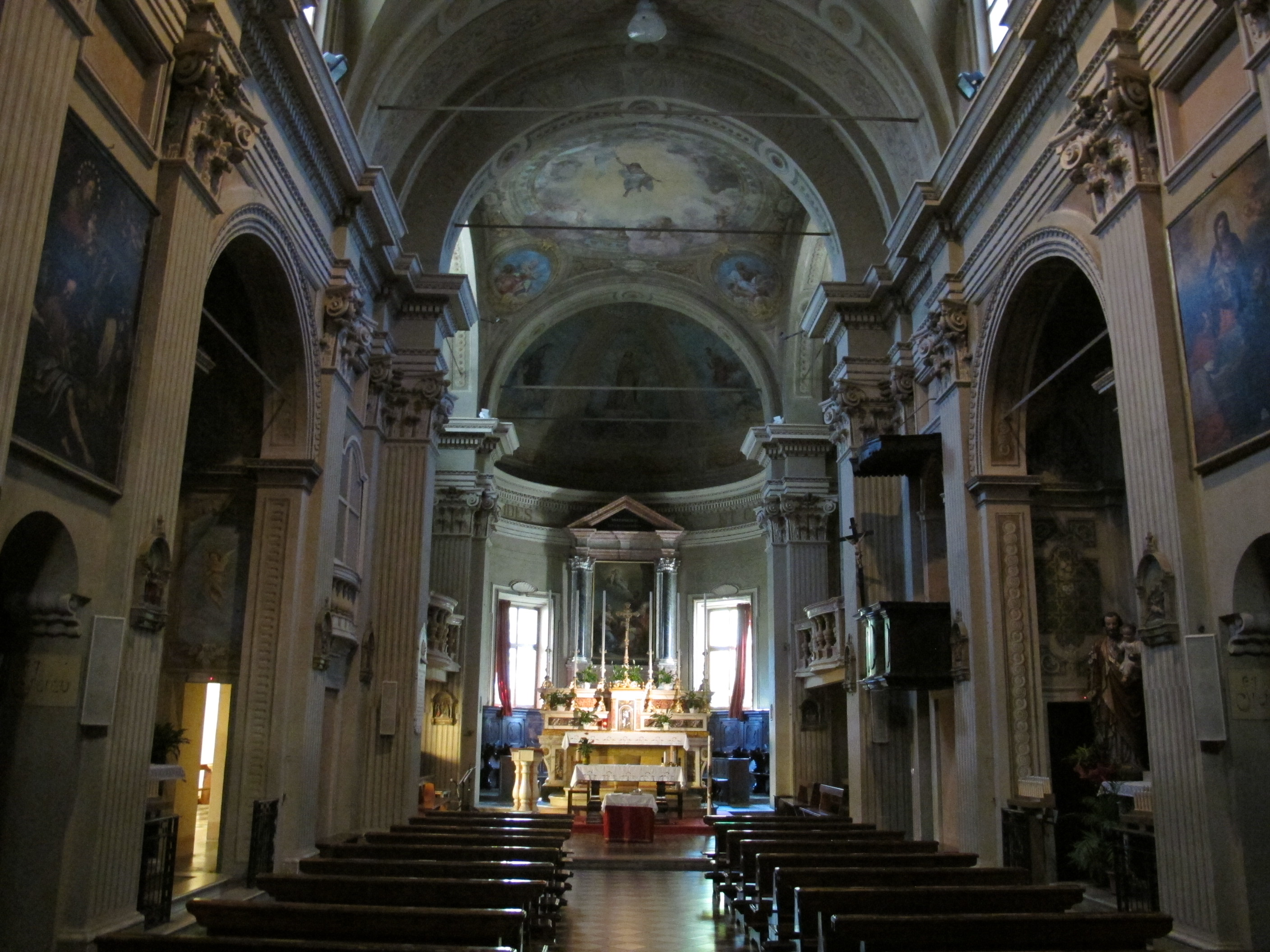
Interno della parrocchiale di Rubiera

### Istruzione
L'attività culturale è animata anche dall'Università del Tempo Libero, presso la Biblioteca comunale "A.U. Codro", e dal Centro multimediale Solelettrico, che si affiancano al Centro Giovani.

### Teatri
Il teatro Herberia, costruito nel 1926 dall'architetto Costa, è un buon esempio di stile liberty.

## Infrastrutture e trasporti

### Strade
Il centro di Rubiera è attraversato dalla Strada statale 9 Via Emilia che gli permette il collegamento ad ovest con Reggio Emilia e ad est con Modena. Un'altra importante arteria viaria è la Strada provinciale 51 che collega Rubiera, passando per Salvaterra, a Casalgrande e alla zona delle ceramiche. Grazie alla Strada provinciale 50 vi è la possibilità di raggiungere San Martino in Rio.

### Ferrovie
La stazione di Rubiera si trova sulla linea della ferrovia Milano-Bologna quindi vi si fermano i treni locali diretti alla stazione di Milano Centrale e alla stazione di Bologna Centrale.

## Amministrazione

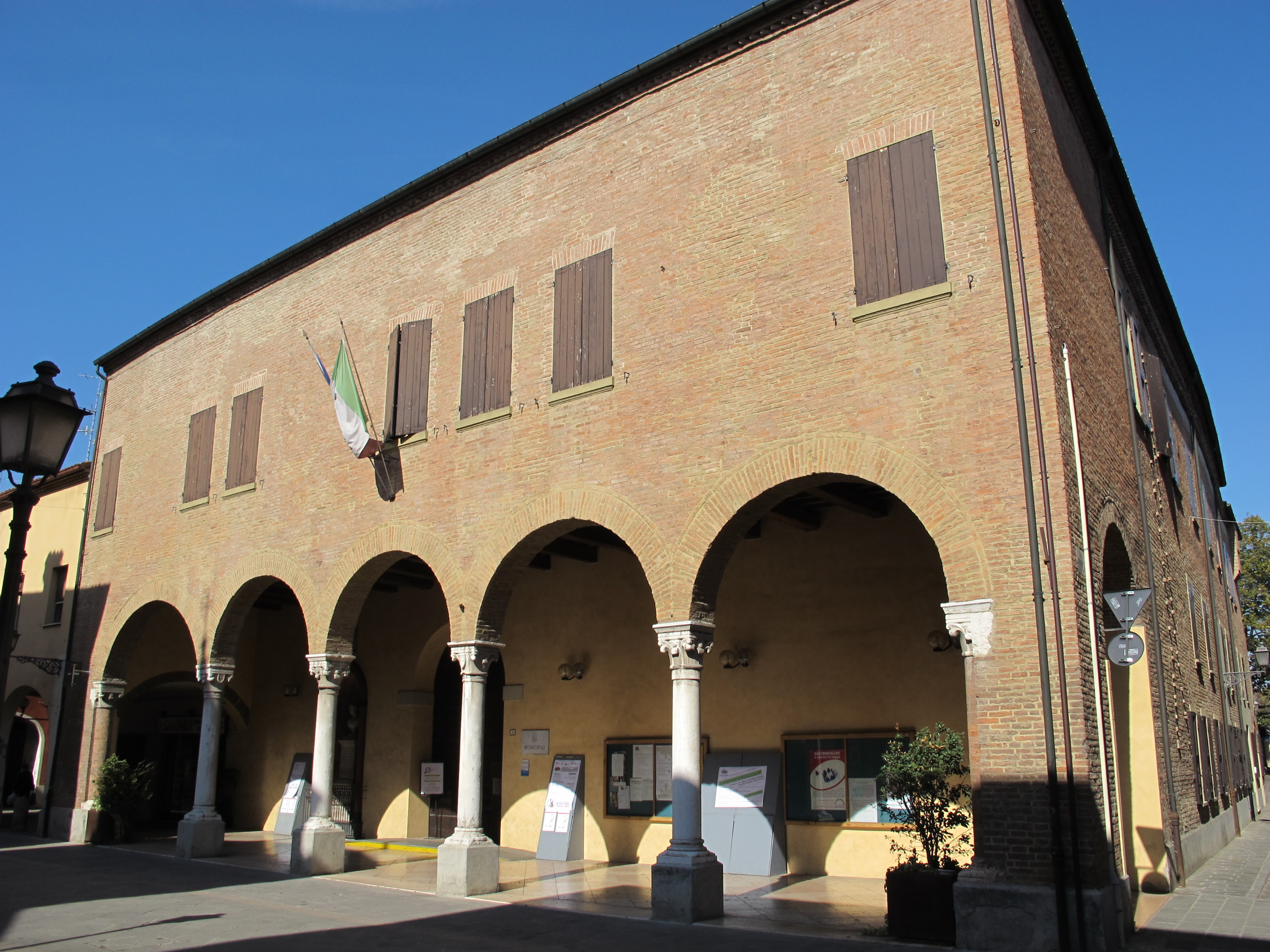
Palazzo Sacrati, sede del Comune di Rubiera

Di seguito è presentata una tabella relativa alle amministrazioni che si sono succedute in questo comune.
| Periodo        | Periodo        | Primo cittadino    | Partito                            | Carica  | Note   |
| -------------- | -------------- | ------------------ | ---------------------------------- | ------- | ------ |
| 13 marzo 1987  | 24 aprile 1995 | Guido Tassoni      | PCI, PDS                           | Sindaco | [ 10 ] |
| 24 aprile 1995 | 14 giugno 2004 | Anna Pozzi         | Partito Democratico della Sinistra | Sindaco | [ 10 ] |
| 14 giugno 2004 | 26 maggio 2014 | Lorena Baccarani   | centro-sinistra                    | Sindaco | [ 10 ] |
| 26 maggio 2014 | in carica      | Emanuele Cavallaro | lista civica di centro-sinistra    | Sindaco | [ 10 ] |

### Gemellaggi
- Neulingen, dal 1991[senza fonte]
- Győrújbarát, dal 2005[senza fonte]
- Bjelovar[senza fonte]

## Sport
Rubiera è il comune di residenza del campione europeo e olimpico di maratona, Stefano Baldini.

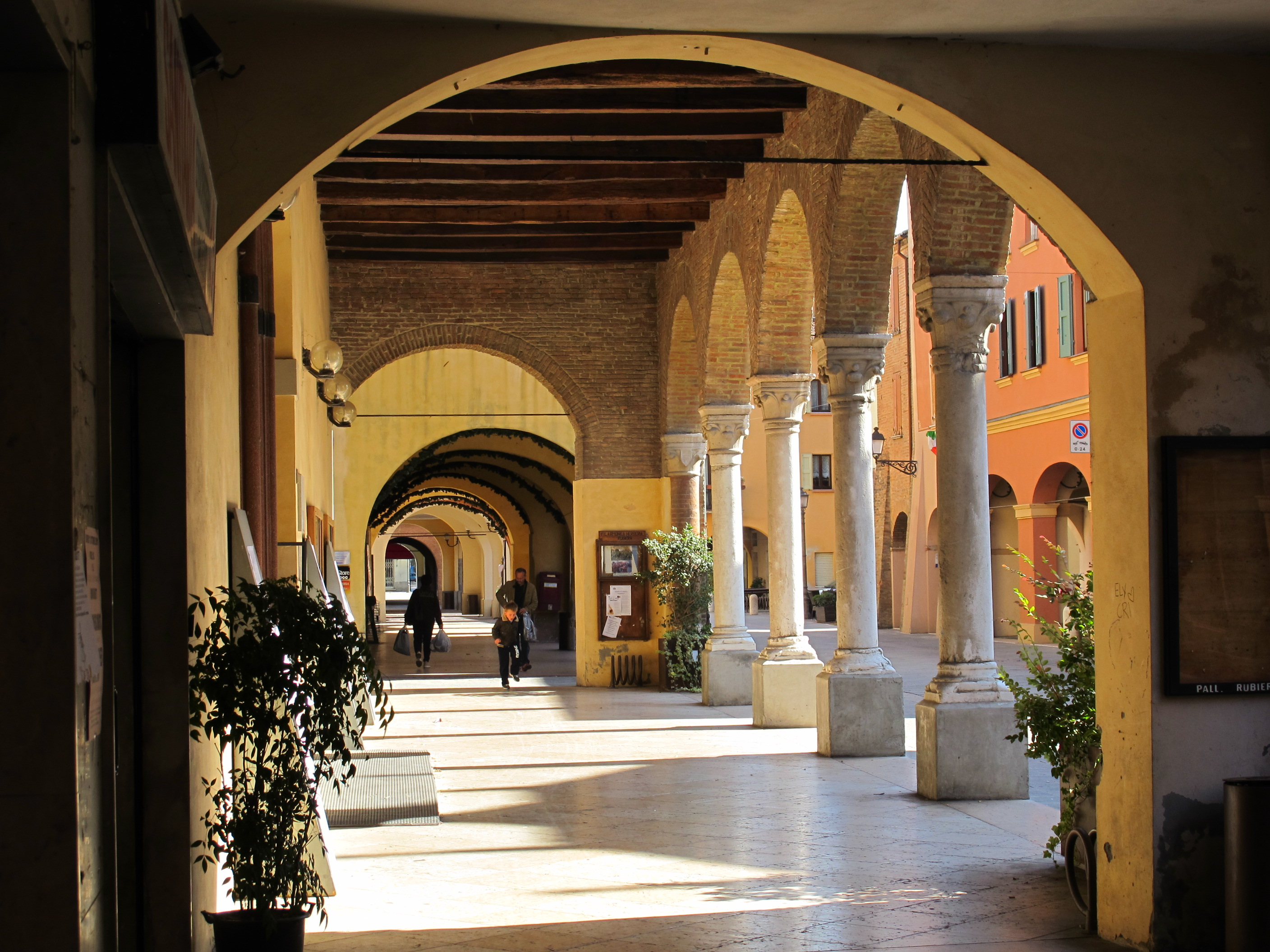
Portici lungo la via Emilia

In ambito sportivo, Rubiera è conosciuta per la squadra di pallamano maschile: la Pallamano Secchia. Ha vinto due Coppe Italia, un Handball Trophy, due scudetti giovanili Under 19 e Under 16. Nella stagione 2020-2021 vince i playoff e la Coppa Italia di Serie A2 e dopo 10 anni di assenza viene promossa in Serie A1.
La principale squadra di calcio locale è la Rubierese: nella stagione 2024/25 milita in Prima Categoria ed opera anche nell'ambito del settore giovanile e scuola calcio. Nel territorio comunale sono presenti anche la società Rubiera Calcio, militante nella stagione 2024/25 in Seconda Categoria e a livello amatoriale, e la società ASD San Faustino, che prende nome dall'omonima frazione, militante nella stagione 2024/25 in Seconda Categoria e avente varie categorie giovanili e amatoriali.
Negli anni precedenti è stata presente un'altra società: la Folgore Rubiera, nata dalla fusione tra Rubierese e Folgore Bagno; ha militato ininterrottamente nel campionato di Eccellenza dal 2013, anno della sua fondazione, al 2020, quando cessò l'attività, con la Rubierese che tornò quindi a svolgere la propria completa attività dalla prima squadra alla scuola calcio.
La Rubierese Volley opera nell'ambito della pallavolo femminile e disputa il campionato di Serie B2.
Sono presenti anche altre società di pallavolo, basket, ciclismo, calcio a 5 e altri sport a livello agonistico, amatoriale e giovanile.